# Lupus (komiks)
Lupus to czterotomowa powieść graficzna z gatunku science-fiction autorstwa szwajcarskiego rysownika Frederika Peetersa, ukazująca się od 2003 do 2006 roku.  Wydawcą francuskojęzycznego oryginału jest Atrabile, po polsku opublikował Lupusa Post.
Komiks wyróżniony został nagrodą za Najlepszy Francuskojęzyczny Komiks 2003 roku - Polski Wybór.